# Vivienne Gapes
Vivienne Gapes, nata Vivienne Martin e soprannominata Viv (17 giugno 1959), è un'ex sciatrice alpina neozelandese che ha gareggiato ai Giochi paralimpici invernali e ai Campionati mondiali. Alle Paralimpiadi di Innsbruck 1984 e ai Mondiali di Sälen 1986 ha vinto in totale due medaglie d'oro nello slalom gigante e quattro medaglie d'argento, nella combinata alpina e nella discesa libera. È stata la prima atleta neozelandese a vincere una medaglia alle Paralimpiadi invernalie a vincere l'oro.

## Biografia
È nata con la toxoplasmosi oculare, infezione che le ha causato la copertura della retina con del tessuto cicatriziale, lasciandola con una vista molto offuscata. Non ha buona visione centrale, ma una buona visione periferica. Ha iniziato a sciare mentre studiava per il Bachelor of Arts all'Università di Otago.

## Carriera
Alle Paralimpiadi Invernali del 1984 a Innsbruck, in Austria, ha vinto due medaglia d'oro nello slalom gigante e due medaglie d'argento, nella combinata alpina e nella discesa libera.
Due anni dopo, ai Campionati Mondiali di sci alpino IPC del 1986 a Sälen, in Svezia, ha ripetuto il risultato precedente (medaglie e specialità), vincendo sempre l'oro nello slalom gigante e due argenti (in discesa libera e in supercombinata).

## Palmarès

### Paralimpiadi
- 3 medaglie:
  - 1 oro (slalom gigante a Innsbruck 1984)
  - 2 argenti (discesa libera e supercombinata a Innsbruck 1984)

### Campionati mondiali
- 3 medaglie:
  - 1 oro (slalom gigante a Sälen 1986)
  - 2 argenti (discesa libera e supercombinata a Sälen 1986)